# 폴 버치
폴 버치(영어: Paul Birch, 본명: 폴 로워 스미스, 영어: Paul Lowery Smith, 1912년 1월 13일 ~ 1969년 5월 24일)는 미국의 배우, 텔레비전 배우, 연극 배우이다.

## 영화
- 도망자 (1963년)
- 매드 매드 대소동 (1963년)
- 리버티 벨런스를 쏜 사나이 (1962년)
- 투 로드 투게더 (1961년)
- 추격 (1959년)
- 보난자 (1959년)
- 외계에서 온 여왕 (1958년)
- 선셋 77번가 (1958년)
- 건 러너스 (1958년)
- 서부의 파라딘 (1957년)
- 27번째 날 (1957년)
- 낫 오브 디스 어스 (1957년)
- 저것이 파리의 등불이다 (1957년)
- 세계가 멸망한 날 (1956년)
- 딜론 보안관 (1955년)
- 100만개의 눈을 가진 괴물 (1955년)
- 아파치 여인 (1955년)
- 파이브 건스 웨스트 (1955년)
- 스타가 아닌 사나이 (1955년)
- 황야의 추적 (1954년)
- 에디 캔터 스토리 (1953년)
- 우주 전쟁 (1953년)
- 론 레인저 - 49년 시리즈 (1949년)
- 제3의 사나이 (1949년)